# Washington University Bears

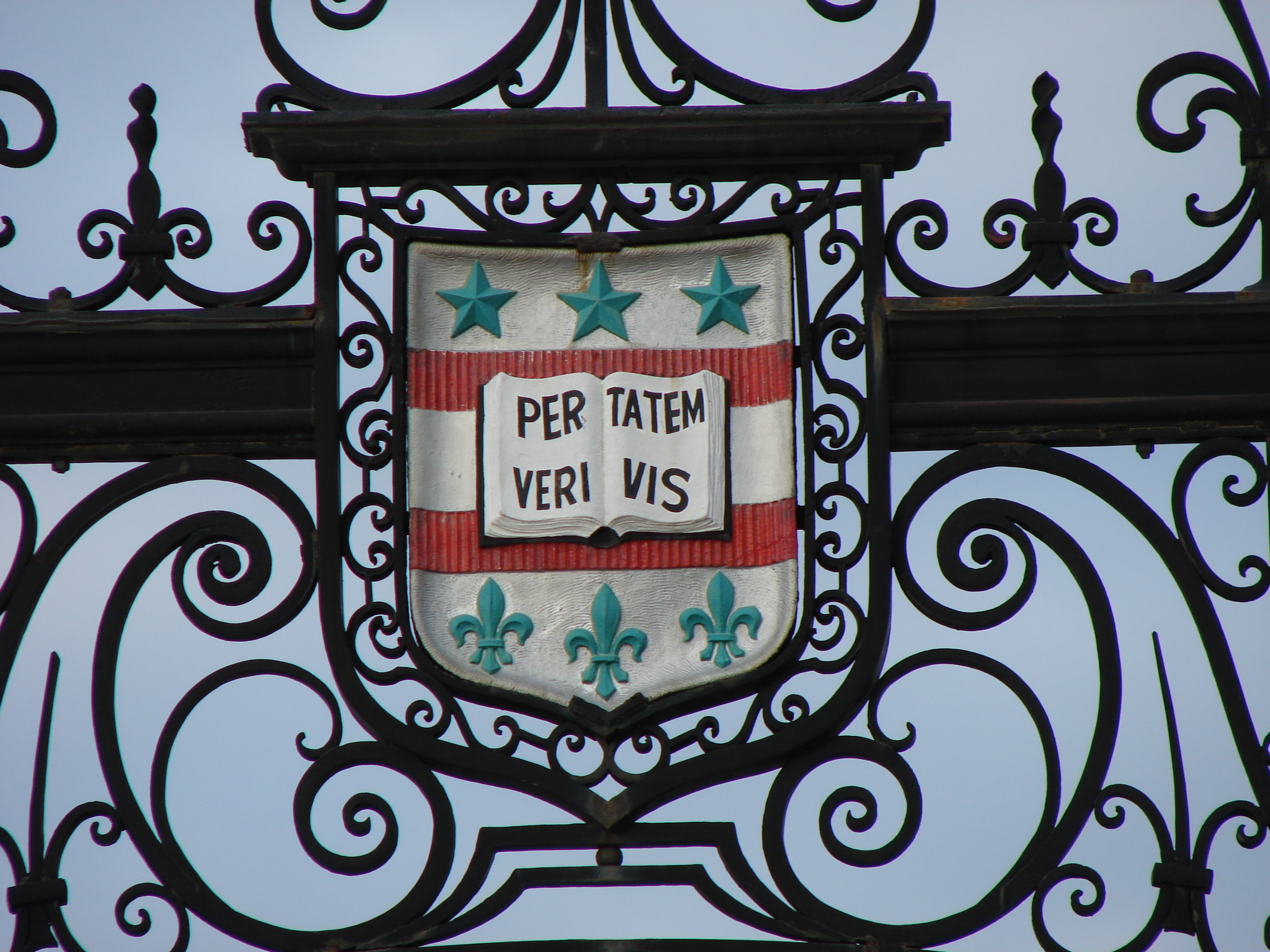
Puertas de Francis Field.

Washington University Bears (español: Osos de la Universidad Washington) es el nombre de los equipos deportivos de la Universidad Washington en San Luis, situada en San Luis (Misuri) (Estados Unidos de América). Los Bears compiten en la División III de la NCAA y forman parte de la University Athletic Association. 
Sus colores son el rojo y el verde.

## Historia
Los Bears formaron parte de la Missouri Valley Conference entre 1907 y 1946. Entre 1946 y 1961 compitieron como independientes. Desde enero de 1962 hasta 1971 fueron miembros de la College Athletic Conference, volviendo al estatus de independientes entre 1971 y 1986. En junio de 1986 se afiliaron definitivamente a la University Athletic Association.

## Palmarés
Los equipos de los Bears han ganado los siguientes campeonatos nacionales en la División III de la NCAA:
- Voleibol femenino, 1989, 1991, 1992, 1993, 1994, 1995, 1996, 2003, 2007 y 2009.
- Baloncesto femenino, 1998, 1999, 2000, 2001 y 2010.
- Baloncesto masculino, 2008 y 2009.
- Tenis masculino, 2008.
- Cross femenino, 2011.